# 비니시오 마치오니

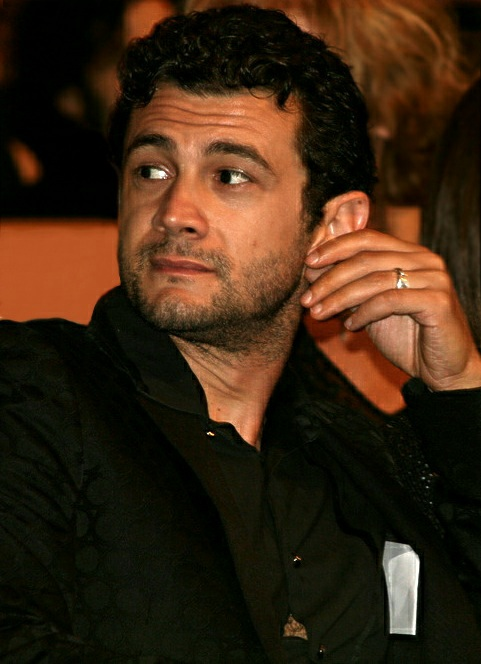

비니시오 마치오니(Vinicio Marchioni, 1975년 8월 10일 ~ )는 이탈리아의 배우이다.
로마에서 태어났다.

## 영화
- 이만큼이면 충분해 (2018년)
- 크로노포비아 (2018년)
- 오치 앤 더 미스터리 오브 타임 (2018년) - 카를로 역
- 테인티드 소울즈 (2017년)
- 오리아나 팔라치 (2015년)
- 프란체스코 (2014년)
- 사우스 이즈 낫씽 (2013년)
- 밀레 (2013년) - 스테파노 역
- 투와이스 본 (2012년) - 겜마 남편 역
- 로마 위드 러브 (2012년) - 알도 로마노 역
- 호시즈 (2011년)